# Cimbrishamns Allehanda
Cimbrishamns Allehanda var en dagstidning utgiven i Simrishamn 6 november 1883 till slutet av februari 1884. Tidningen kom ut två dagar i veckan (onsdagar och lördagar).
Tidningen trycktes och redigerades av Lars Magnus Strömsten. Han fick utgivningsbevis för tidningen 8 oktober 1883. Tidningen hade 2 - 4 sidor med antikva som typsnitt i formatet folio ( 44x35 cm) med 5 spalter på sidan. Priset för tidningen var 5 kronor.
Lars Magnus Strömsten hade 1868-1880 varit redaktör för Ystads Tidning och han var också utgivare av Ystads Nyhets- och Annonsblad 1884-1885.